# Куланакский район
Куланакский район (кирг. Куланак району) — район, существовавший в Тянь-Шаньской области Киргизской ССР в 1944—1958 годах. Центр — село Куланак.

## История
Куланакский район был образован 22 марта 1944 года в составе Тянь-Шаньской области из 4 сельсоветов Нарынского района и 2 сельсоветов Ак-Талинского района.
К 1 января 1949 года район включал 7 сельсоветов: Ак-Кудукский, Ак-Талинский, Джан-Булакский, Эмгек-Талинский, Куланакский, Первомайский и Учкунский.
29 сентября 1958 года Куланакский район был упразднён, а его территория передана в Ак-Талинский и Нарынский районы.

## СМИ
В районе издавалась газета «Лениндик жол» (Ленинский путь) на киргизском языке.